# Athyrium mabianense
Bản mẫu:PHẠM THANH TUẤN
Athyrium mabianense là một loài thực vật có mạch trong họ Woodsiaceae. Loài này được Ching & Y.T. Hsieh miêu tả khoa học đầu tiên năm 1986.